# Contrapposto
- Contrapposto (Dorífor)

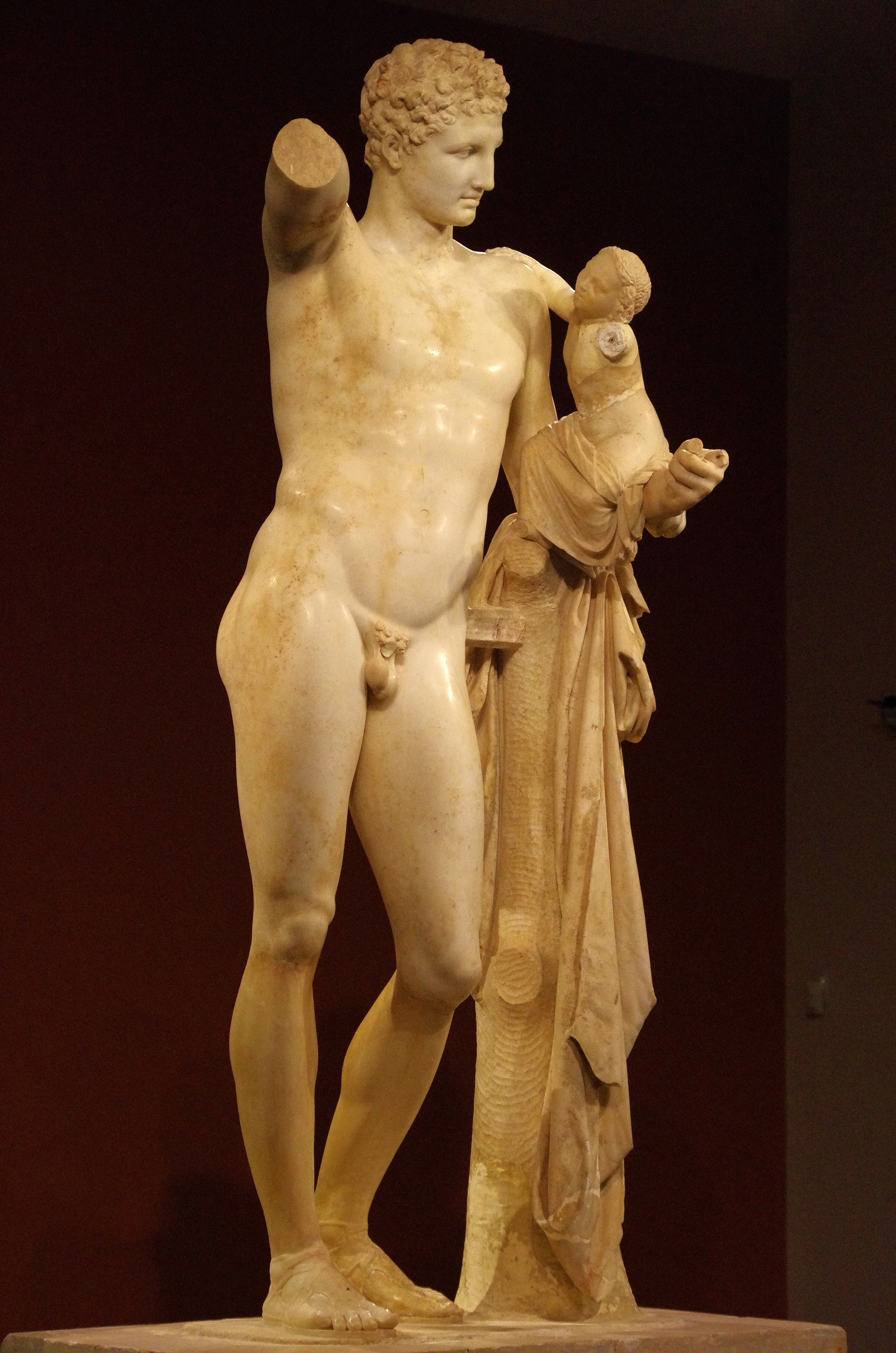
Hermes, de Praxíteles
- Contrapposto (Dorífor)

Contrapposto és un terme italià per a designar l'oposició harmònica de les diferents parts del cos de la figura humana, cosa que proporciona un cert moviment i contribueix a trencar la llei de la frontalitat. S'usa en l'escultura per a donar sensació de moviment. Una de les cames està fixa a terra i l'altra s'avança, els braços fan el mateix, mentre el cap mira cap a un costat simulant una passa.
Va ser l'escultor Policlet qui ho va posar en pràctica en obres com el Dorífor, i influí força en l'escultura del Renaixement (per exemple, el David de Miquel Àngel) i el David de Donatello. Bàsicament, consisteix a representar la figura humana amb una cama lleugerament flexionada, amb la qual cosa el maluc del costat oposat apareix més elevat, igual que l'espatlla d'aquest mateix costat està a més petita alçada que la contrària, cosa que dona lloc al fet que la figura descrigui una lleugera giragonsa (una S) en el seu recorregut vertical. L'escultor grec del segle iv aC Praxíteles va practicar un contrapposto particular i elegant que va ser denominat "corba praxiteliana".